# 晁马家遗址
晁马家遗址，位于中国青海省海东市乐都区高庙镇晁马家村，为第四批青海省文物保护单位，公布日期为1986年5月27日，类型为古遗址。
晁马家遗址的历史年代为马厂类型。